# Höglandslärka
Höglandslärka (Corypha kurrae) är en fågelart i familjen lärkor inom ordningen tättingar.

## Utseende och läte
Platålärkan är en stor och kraftig lärka. Den har en kort huvudtofs, rejäl näbb och en roströd vingpanel som syns tydligt i flykten. Fjäderdräkten varierar geografiskt, från svartaktig på ryggen och beige under till genomgående djupt roströd. Den kan likna sollärkan, men är större med kraftigare näbb. Sången är behaglig och enkel, en serie med två till fem visslade toner. 

## Utbredning och systematik
Platålärkan delas in i fem underarter med följande utbredning:
- Corypha kurrae henrici – förekommer från Guinea till sydvästra Elfenbenskusten
- Corypha kurrae batesi – förekommer från centrala Nigeria till sydöstra Niger och västra Tchad
- Corypha kurrae stresemanni – förekommer i nordcentrala Kamerun
- Corypha kurrae bamendae – förekommer i västra Kamerun
- Corypha kurrae kurrae – förekommer i västra Sudan

Den kategoriserades tidigare som del av Mirafra africana men urskildes 2024 som egen art efter studier som visar på skillnader i utseende, läten och genetik.

### Släktestillhörighet
Fågeln placerades tidigare i släktet Mirafra, men genetiska studier från 2023 visar att det släktet kan delas upp i fyra klader som är förhållandevis gamla, äldre än flera andra släkten i familjen. Författarna rekommenderar därför att Mirafra delas upp i flera släkten, där höglandslärkan med släktingar lyfts ut till Corypha. Denna linje följs här.

## Levnadssätt
Platålärkan hittas i lokalt i miljöer som gräsmarker, gräsrik savann, öppet skogslandskap och jordbruksbygd. Där uppträder den i par. 

## Status
IUCN har ännu inte urskilt platålärkan som egen art, varför dess hotstatus inte bedömts.